# 譚忠
譚忠（?—?），明朝河南江北等處行中書省揚州路滁州清流縣（今安徽省滁縣）人，明朝军事将领、靖难之役人物。譚淵之子，新寧伯。
譚忠跟從譚淵一同參與靖難之役，以其父緣故封新寧伯，祿千石。
明朝永樂二十一年，率領右哨跟隨明成祖北征。
明朝宣德元年，從征樂安。兩年后，因征討交阯失律連坐，下罪論死，此後被釋放，后死。其子譚璟乞嗣，吏部稱其因罪而死，不應當襲爵。
明宣宗稱其有免死券，應當予以嗣爵。之後爵位傳至孫譚祐。